# Feizollah Nafyam
Feizollah Nafyam (31 de julio de 1974) es un deportista iraní que compitió en taekwondo. Ganó una medalla de plata en el Campeonato Mundial de Taekwondo de 2005, y una medalla de bronce en el Campeonato Asiático de Taekwondo de 1996.

## Palmarés internacional
| Campeonato Mundial  | Campeonato Mundial    | Campeonato Mundial | Campeonato Mundial |
| Año                 | Lugar                 | Medalla            | Categoría          |
| ------------------- | --------------------- | ------------------ | ------------------ |
| 2005                | Madrid (España)       | Medalla de plata   | –54 kg             |
| Campeonato Asiático |                       |                    |                    |
| Año                 | Lugar                 | Medalla            | Categoría          |
| 1996                | Melbourne (Australia) | Medalla de bronce  | –50 kg             |